# Маја Кустурица
Маја Кустурица је српска филмска продуценткиња. Супруга је режисера Емира Кустурице и мајка Стрибора Кустурице и Дуње Кустурице.

## Филмографија
| Година | Назив филма   |
| ------ | ------------- |
| 2007.  | Завет         |
| 2004.  | Живот је чудо |